# НедРа (группа)
«НедРа» — российская рок-группа, образованная в 1999 году в подмосковном городе Чехов (Московская область). Лидером группы и автором песен является Алексей Вдовин.

## История
Днём рождения группы считается 2 октября 1999 года, когда состоялась первая репетиция группы.
Изначально в состав входили Алексей Вдовин (вокал, ритм-гитара), Вадим Сомс (соло-гитара), Александр Хрячков (бас-гитара), Александр Кузнецов (ударные). Спустя месяц к группе, по приглашению Александра Кузнецова, присоединился Антон Машкин (саксофон, флейта, кларнет).
13 января 2000 года состоялось первое выступление группы в фойе клуба Чеховского Завода Энергетического Машиностроения (ЧЗЭМ) на концерте памяти жертв политических репрессий.
В Москве группа «НедРа» впервые выступила в акустическом составе в феврале 2000 года на фестивале «Даждь» в клубе «Третье Ухо» Литературного института. А первый электрический концерт состоялся 18 июля 2000 года в клубе «Факел».
Летом 2000 года группа «НедРа» записывает 6 студийных песен: «Волнорез», «Девочка», «Дети», «Колокольчик», «Мартовская», «Станция Битца».
В настоящее время большинство песен раннего периода не исполняются. Записей некоторых из них не осталось вовсе (как, например, песни «Мона Лиза»).
В 2002 году состоялись первые гастроли группы в акустическом составе (Алексей Вдовин и Антон Машкин) — в Череповце. В полном составе группа «НедРа» впервые выезжает в 2004 году — в Белгород и Череповец.
В 2003 году группа выпускает кассету «Концерт в клубе Форпост» тиражом 100 экз.
В 2004 году группа «НедРа» впервые занимает 1 место на Чеховском рок-фестивале (в предыдущие годы подняться выше 2-3 места не удавалось), проходит региональный отборочный тур в Серпухов и занимает 1 место на областном фестивале «ПроРок» в г. Краснознаменск.
В сентябре 2004 года из группы уходит барабанщик Александр Кузнецов. Его место занимает сперва Дмитрий Кирсанов, а затем — Сергей Иванов. Дмитрий Кирсанов же становится перкуссионистом.
В 2005 году выходит так называемый «Синий диск» — сборник из трёх концертных записей группы «НедРа» в клубе «Форпост» (Live 2001—2004) плюс студийные песни, всего — 20 композиций. Тираж — 1000 экз.
В 2007 году Антон Машкин уходит в армию, и на 2 года группа остается без духовой секции.
В 2008 году выходит в свет студийный альбом «Колумбийская ночь», записанный на студии в Санкт-Петербурге, и сольный альбом лидера группы, Алексея Вдовина, «Точки на щеках весны», записанный в Брянске.
В этом же году из группы уходит Сергей Иванов, и его место занимает Максим Демидов.
В феврале 2012 года лидер группы Алексей Вдовин презентует свой второй сольный альбом «Табор уходит в море».
В феврале 2012 года в городе Ravensburg (Германия) проходит эксклюзивный концерт лидера группы «НедРа» Алексея Вдовина.
В сентябре 2012 года выходит сингл «На маяк», в который вошли три трека: «На маяк», «Стены», «Один».
В апреле 2013 года в преддверии выпуска нового альбома выходит первый клип группы «НедРа» на песню «На маяк».
В июне 2013 года выходит второй электрический альбом «Одиссея», записанный на студии «Параметрика» в Москве.
В апреле 2014 года выходит сингл «На кончике ножа».
В настоящее время[когда?] ведётся работа над новым электрическим альбомом.

## Концертные площадки
«НедРа» регулярно выступают с концертами в Москве (Б-2, 16 тонн, Проект О. Г. И., Plan B, Mezzo Forte, Вермель, Шоколадная фабрика, Билингва, Труплейс и др.), а также ездит с гастролями по России и до 2017 года по Украине.
Группа неоднократно принимала участие во всевозможных фестивалях:
- Акустический Некоммерческий Фестиваль Поэтического Рока «ДАЖДЬ» (2000—2011)[5]
- Московский Областной рок-фестиваль «ПроРок» (г. Краснознаменск, 2004)
- Первый Межрегиональный Рок-фестиваль «Герой Нашего Времени» (г. Москва, Лужники, 2007)
- Фестиваль «Могучая кучка» (г. Санкт-Петербург, 2009)
- «Пустые холмы» (2009—2011)
- «О!стров» (2010—2013)
- «Быть Добру!» (2012—2014)
- «Купала на Рожайке» (2010—2012)
- «Космофест» (2010—2011)
- «ДрФест»
- «prostofest»
- «ШокоФест» у белой горы (май 2014г)

## Состав группы

### Текущий состав
- Алексей Вдовин — вокал, гитара;
- Вадим Сомс — гитара, эффекты;
- Александр Шакиров — бас-гитара;
- Антон Машкин — саксофон, флейта, кларнет;
- Дмитрий Кирсанов — перкуссия;
- Максим Демидов — ударные.

### Бывшие участники группы
- Александр Хрячков — бас-гитара;
- Александр Кузнецов — ударные;
- Сергей Иванов — ударные.

## Дискография

### Студийные альбомы
- 2008 — «Колумбийская ночь»
- 2013 — «Одиссея»

### EP
- 2014 — «Замри»
- 2017 — «Наполовину»
- 2018 — «Юная Москва»
- 2021 — «Львы»

### Синглы
- 2013 — «На маяк»
- 2014 — «На кончике ножа»

### Концертные записи
- 2003 — Концерт в клубе «Форпост»
- 2004 — Три концерта в клубе «Форпост» (2001–2004)
- 2012 — Акустический концерт в Билингве

### Сольные альбомы А. Вдовина
- 2008 — «Точки на щеках весны»
- 2012 — «Табор уходит в море»
- 2017 — «Лоскуты»

## Интересные факты
- Первоначальное название группы — «Недалеко рассвет». Позже было решено сократить его по первым слогам.[2][4]
- Первое помещение для репетиций располагалось в клубе Чеховского Завода Энергетического Машиностроения (ЧЗЭМ), на двери было написано — «Буфет».[2]
- Музыкальное образование есть только у одного участника — Антона Машкина (окончил музыкальную школу по классу саксофона и по классу флейты). Остальные участники на момент создания группы практически не умели играть[4].
- Первые песни, написанные Алексеем Вдовиным, — «Алёнушка» и «Мартовская». Алексей поначалу стеснялся говорить, что это его рук дело, поэтому некоторое время выдавал их за чужие: «Алёнушка» — «Калинов Мост», а «Мартовская» — группа «Сплин». Все верили[4].
- Солист группы Алексей Вдовин находится в базе украинского сайта «Миротворец» за концертную деятельность в Крыму и сознательное нарушение границы Украины[19].